# فاکتور مقیاس
فاکتور مقیاس (به انگلیسی: Scale factor) یا فاکتور مقیاس کیهانی {\displaystyle a}، که گاهی با نام فاکتور مقیاس رابرتسون-واکر هم شناخته می‌شود، پارامتری بدون بعد است که انبساط نسبی گیتی را نشان‌می‌دهد. و یک پارامتر کلیدی در معادلات فریدمان است. 
در نخستین لحظات مه‌بانگ، بیشتر انرژی به شکل تابش وجود داشت و تابش تاثیرگذار اصلی بر انبساط جهان بود. بعدها با سرد شدن جهان جای ماده و تابش عوض شد و جهان وارد دوران تسلط ماده شد. نتایج اخیر نشان داد که ما وارد دوره‌ای شده‌ایم که در تسلط انرژی تاریک است، اما بررسی نقش ماده و تابش همچنان برای درک جهان اولیه مهم‌ترین موضوع است.
با استفاده از فاکتور مقیاس بدون بعد برای تعریف انبساط جهان، چگالی انرژی موثر تابش و ماده در مقیاس‌های متفاوتی تغییر می‌کنند. این منجر به دوران تسلط تابش در نخستین لحظات جهان شد و سپس گذار به دوران تسلط ماده و از حدود ۴ میالیارد سال قبل نیز به دوران تسلط انرژی تاریک انجامید.
این فاکتور فاصله ویژه (که بر خلاف فاصله همراه با گذر زمان تغییر می‌یابد) بین دو جسم مثلاً دو خوشه کهکشانی را که در یک جهان FLRW منبسط شونده یا منقبض‌شونده قرار دارند، در هر زمان دلخواه {\displaystyle t} نسبت به فاصله ویژه آنها در زمان مرجع {\displaystyle t_{0}} مرتبط می‌سازد. فرمول آن به شکل زیر است :
{\displaystyle d(t)=a(t)d_{0},\,}
که در آن {\displaystyle d(t)} فاصله ویژه در زمان {\displaystyle t} و {\displaystyle d_{0}} فاصله در زمان مرجع {\displaystyle t_{0}} و {\displaystyle a(t)} فاکتور مقیاس است.
بنابراین طبق تعریف {\displaystyle a(t_{0})=1}
اگر {\displaystyle t} را لحظه تولد گیتی و {\displaystyle t_{0}} سن کنونی گیتی باشد فاکتور مقیاس بدون بعد خواهد بود: {\displaystyle 13.798\pm 0.037\,\mathrm {Gyr} }